# 泥蜆科
泥蜆科是異齒亞綱不等齒總目之下的一個科，目地位未定，其物種皆為小型到微型的淡水雙殼綱軟體動物。本科舊屬簾蛤目，2016年與原來豌豆蜆科（Pisidiidae）合併後，成立泥蜆總科。

## 生物與生態
泥蜆科物種是雙殼綱物種在淡水環境生活的三大分支之下，標誌着雙殼綱軟體動物從海洋遷往淡水環境棲息的過程。
本科物種皆為雌雄間性（hermaphrodites），在體內受精。
幼體為卵胎生（ovoviviparity），會在母體內先孵化再離開，其初生形態形同其成年形態的迷你版本。
泥蜆科物種的寄生蟲有沼蠅科（Sciomyzidae，屬家蠅下目）的幼蟲：這些幼蟲同時也是蜆隻的捕食者，會在成長時將泥蜆的肉吃掉。

## 分類

### 2010年分類
按Bieler, Carter & Coan (2010年)的雙殼綱生物分類修訂，泥蜆科仍屬簾蛤目。

### 屬
本科各屬除了Eupera屬 Bourguignat, 1854獨自屬於Euperinae亞科以外，餘下的屬組成泥蜆亞科（Sphaeriinae Deshayes, 1855 (1820)），包括下列分佈於全球的七個屬：
- Afropisidium Kuiper, 1962
- Cyclocalyx Dall, 1903
- Euglesa Jenyns, 1832
- Musculium Link, 1807[12]
- Odhneripisidium Kuiper, 1962
- 豌豆蚬属 Pisidium C. Pfeiffer, 1821[12]
- 泥蜆屬 Sphaerium Scopoli, 1777[12]

## 外部連結
- 維基物種上的相關：泥蜆科
- Template:TPDB
- . WoRMS.
- . WoRMS.
- Template:ADW